# Biòpsia de pròstata
La biòpsia de pròstata és un procediment en el qual s'extreuen petites mostres amb agulla gruixuda de la pròstata d'un home per examinar-les per detectar la presència de càncer de pròstata. Normalment es realitza quan el resultat d'una anàlisi de sang de PSA és alt. També es pot considerar aconsellable després que un tacte rectal detecti una possible anormalitat. El cribratge del PSA és controvertit, ja que el PSA pot augmentar a causa de condicions no canceroses com la hiperplàsia benigna de pròstata (HBP), per infecció o per manipulació de la pròstata durant la cirurgia o el cateterisme. A més, molts càncers de pròstata detectats mitjançant el cribratge es desenvolupen tan lentament que no causarien problemes durant la vida d'un home, fent innecessàries les complicacions degudes al tractament.
L'efecte secundari més freqüent del procediment és sang a l'orina (31%). Altres efectes secundaris poden incloure infecció (0,9%) i mort (0,2%).